# Юмын удыр
Ю́мын у́дыр (горномар. Йы́мын -ӹ́дыр, Юмо — небо, удыр — дочь) — верховное божество марийского пантеона.

## Местонахождение, описание, функции
Образ Юмын удыр, «небесной девы» (финск. jumalan tyttar, Ilmatar), относится к числу наиболее архаичных в марийской мифологии. По мнению Ю. А. Калиева, она первоначально была единственной владычицей звёздного неба, верховной богиней матриархального пантеона. На это указывает осколок древней песни:
И матушка нам небо, и небо нам матушка.
Вращение созвездий воспринималось как пастьба принадлежащего Юмын удыр стада диких животных. Образ Юмын удыр трансформировался в образ живущей на небе дочери Юмо — пастушки, пряхи, вышивальщицы, водоноски и хлебопёка. Это привело к синтезу архаических и исторически новых черт. Полярная звезда стала представляться в виде веретена, которое вращает Юмын удыр:
Небесная дева пряжу прядёт. Вокруг веретена мотает клубок.
Созвездия — это её прялка, падающие звезды — клубки ниток, хвосты комет — серебряные нити.
Согласно традиционным представлениям, Юмын удыр «восседает в серебряном или золотом дворце за прозрачной вуалью шёлковой завесы на самом высоком, седьмом, ярусе неба». О ней говорят, что «у неё прекрасная, длинная коса» (ср. мансийская богиня плодородия Калташ-Эква, золотые косы которой соединяют землю и небо), и что «она носит изумительные (золотые, серебряные) наряды». В роли небесной хозяйки богиня предстаёт в народной поэзии:
На высоком холме, под раскидистой берёзой восседая, рано по утру Юмын удыр пряжу прядёт кленовым веретеном, с серебряной пряслицей. Вместе с трелями соловья слышится лёгкое жужжание на небесах. То телом ладная, лицом пригожая, раскрыв свой занавес, Юмын удыр мотает золотые нити в клубок. Божья дочь спускается за ключевой водой, она принимается за варку пива. Его пена мягче конопляного масла, его пена нежнее сливочной пены. При свете двенадцати свечей Юмын удыр вышивает.
Юмын удыр предстаёт в роли культурного героя. Согласно данным Г. Е. Шкалиной, дочь Юмо взяла под своё особое покровительство женщин-мари. Она научила их ткать и прясть, вязать и вышивать, петь и плясать, растить детей и любить мужа, стрелять из лука, играть на музыкальных инструментах и ещё семи другим десяткам искусств. О том, что в прошлом среди женщин-мари встречались лучники, свидетельствует народная песня:
Скрывшись в траве зелёной, чёрной стрелою из лука синий цветок я подрежу, милого чтобы увидеть, как он идёт по тропинке.

## Обряд
С Юмын удыр связан танцевальный обычай с ковшом в Великий День Кугече (Пасху). Согласно ему, в день празднования Кугече, после ритуального застолья, мужчина с кружкой пива подходил к любимой женщине. Они выпивали напиток пополам[как?] и исполняли танец любви. Во время танца все должны были соблюдать одно условие: в этот день муж с женой не могли встречаться. Этот день был единственным праздником в году, когда никто не мог ревновать[прояснить]. Считалось, что в танце влюблённых незримо присутствует Юмын удыр.

## Мифы
Сохранился марийский миф, повествующий о дочери Юмо, которая жила на небе. 

Красавица тосковала в небесной обители, ведь там не было женихов. Имелся, правда, младший брат небесного бога, но он был родственник и вдобавок известен своими злыми делами. Небесным стадам негде было пастись на небе. Однажды дочь Юмо спустилась на землю и у родника встретила человека, вышедшего из лесной земляники (mor < праур. *marja). Земной парень (божество растительности, первочеловек?) и небесная дева полюбили друг друга. Дочь Юмо уговорила юношу умыкнуть её тайно. По одной версии, влюблённые, чтобы отец Юмын удыр подумал, чтобы его дочь умерла — повесили платок девушки на березу, что росла у реки (якобы дочь утопилась). По другой — установили шест, к которому привязали платок Юмын удыр (объяснение наличия шестов с полотенцами на марийских могилах). Юмо решил, что дочь погибла и впала в такое горе, что на земле наступил неурожай (здесь верховный бог выступает источником производительных сил природы). Но горе вскоре притупилось, а когда молодые принесли новорождённого ребёнка, бог простил их и ради примирения устроил пир. Младший брат Юмо — Йын (Керемет) напился на пиру допьяна и затеял ссору с нежеланным зятем. Он сбросил несчастного с неба: из его разбившегося тела выросли священные деревья: дубы и березы (ср. египетские культовые росписи, на которых изображено дерево, прорастающее из гроба Осириса; калевальский миф о Лемминкяйнене, расчлененном на куски Хийси, мужем Лоухи). Юмо низверг брата на землю, заточив его навечно в преисподней. Сын дочери Юмо стал родоначальником марийского народа.

 Данный вариант, опубликованный русским писателем Е. Чириковым в 1916 г., восходит к ранее сделанным пересказам марийского этногенетического мифа. Первые записи легенды о том, что мари являются внуками своего верховного божества (в том числе Н. С. Нурминского, П. В. Знаменского, С. К. Кузнецова), не содержат упоминаний о Керемете. Тем не менее, миф о дочери Юмо, в изложении Чирикова, находит интересные параллели в фольклоре родственных народов. Согласно мифологическим представлениям мордвы, у верховного бога Нишке было две дочери, Кастарго и Вецорго, а также неуклюжий, вечно спотыкающийся о тучи, зять и приёмный сын Пурьгине-паз, которого, в конце концов, боги сбросили на землю (как греческого Гефеста). В мифе коми, доброе божество Ен — Йын, низвергает злого брата Омэля — Юмо в преисподнюю.
Некоторые фольклорные источники[какие?] называют Юмын удыр младшей дочерью Юмо. Небесная дева влюбляется в покровителя людей Кугуен. Верховный бог гневается на Кугуен за то, что тот всегда ходит в нарядной одежде (как охотники-удмурты в мифе о боге плодородия Килчине). Поэтому влюблённые женятся тайно, чем навлекают на себя ещё больший гнев Юмо. Бог изгоняет дочь со стадом на землю (ср. сходный мотив в мифе обских угров о ссоре Нуми-Торума с Калташ-Эквой).
В сказках Юмын удыр предстаёт живущей на небе «старшей сестрой» героини или пастушкой. В первом случае исходное содержание образа уже во многом утрачено. Покончив с хозяйственными хлопотами (вынув хлеб из печи), «старшая сестра» бросает вниз шёлковые ленты (качели), по которым земная девушка взбирается на небо, спасаясь от колдуньи или злой мачехи. Собственно мифологическими могут быть признаны лишь те сюжеты, в которых Юмын удыр выступает в роли пастушки.
В одном варианте стадо Юмын удыр травит посевы марийца. Мари посылает по очереди троих сыновей сторожить поле. Однако только младший ухитряется схватить Юмын удыр за косу и принудить её выйти за него замуж. Он приводит Юмын удыр с небесным стадом домой и держит небесную деву взаперти. В конце концов Юмын удыр удаётся перехитрить земного мужа и вернуться на небо, к отцу и матери, вместе со своим стадом. В другом варианте, чтобы найти пропавших жеребят, девушка-пастушка проходит испытание — гонит с дороги облачившегося в медвежью шкуру, отца, затем садится в большую лодку (традиционные марийские качели имели форму лодки) и переправляется через море в страну, носящую признаки райского, расположенного «выше сосны», места.
Подобно балтским «сыновьям Диевса», она катается вместе со своим возлюбленным в тележке. Атрибутами пастушки выступают серебряная плётка, белый ястреб и собака:
Моя маленькая тележка, катись, катись! Серебряная плётка, взвейся! Белый ястреб, покрикивай! Дворовая собачка, полаивай! Еду я искать жеребят!